# Ivo Karlović
Ivo Karlović (Zagabria, 28 febbraio 1979) è un ex tennista croato.
È stato nº 14 del mondo nell'agosto del 2008, ha vinto 8 tornei ATP in singolare e 2 in doppio. Nei tornei del Grande Slam vanta come miglior risultato i quarti di finale raggiunti a Wimbledon nel 2009.
Con i suoi 211 cm, è il tennista più alto nel circuito ATP, a pari merito con lo statunitense Reilly Opelka. Dotato inoltre di un servizio potentissimo, nel marzo del 2011 aveva raggiunto i 251 km/h durante un match di doppio in Coppa Davis, stabilendo il primato del servizio più veloce di sempre, record poi battuto dall'australiano Samuel Groth nel 2012 e da John Isner nel 2016.
Considerato uno dei più forti battitori di tutti i tempi e uno dei principali esponenti del serve & volley, Karlovic è secondo nella classifica dei tennisti con più ace realizzati nel circuito ATP (13.728). Ha stabilito il primato il 7 ottobre 2015, quando ha portato a 10.247 il totale complessivo, superando così il compatriota Goran Ivanišević, fermo a quota 10.237, ma è stato superato da John Isner il 1º luglio 2022.

## Stile di gioco
È dotato del più efficace servizio del circuito, un mix di potenza e precisione che spesso supera i 210 km/h e gli permette di scagliare frequentemente più di 20 ace (con picchi di oltre 40) nelle partite al meglio dei tre set. Pratica il serve & volley su quasi tutti i punti al servizio, è abile nel gioco a rete e attacca spesso anche in risposta. Il suo dritto, giocato piatto, è potente ma falloso. Gioca il rovescio solo in back, salvo rare eccezioni. A causa della sua altezza ha difficoltà negli spostamenti laterali, fatto che si è accentuato con il passare degli anni.

## Carriera
Passato al professionismo nel 2000, Karlović è con i suoi 211 cm il tennista più alto della storia, a pari merito con lo statunitense Reilly Opelka. Questa sua particolare costituzione fisica lo rende però in campo poco reattivo e lento negli spostamenti, inoltre i suoi colpi a rimbalzo non sono molto sicuri. L'arma che lo rende temibile è il servizio, impostato su quello del connazionale Goran Ivanišević e spesso seguito da una discesa a rete; favorito dall'altezza, Karlović mette a segno un gran numero di ace (non a caso Roger Federer ebbe a dire: "serve da un albero"). I suoi match sono fatti di pochissimi scambi: sul servizio degli avversari raramente conquista break di vantaggio ma allo stesso tempo strappare il servizio a un tennista che alla battuta serve con continuità ad oltre 200 all'ora è difficilissimo anche per i migliori.
Nel 2007 ha disputato un'ottima stagione vincendo 3 tornei su 3 superfici diverse: Stoccolma (sintetico, al coperto), Houston (terra battuta) e Nottingham (erba) e la finale al torneo di San Jose. In finale a fermarlo è stato Andy Murray, che è riuscito nell'impresa di togliere il servizio al croato per ben due volte.
Si fa notare al Torneo di Wimbledon 2003, quando, ancora sconosciuto, batte al primo turno il campione uscente nº 1 al mondo Lleyton Hewitt; questa partita è rimasta nella storia di Wimbledon in quanto un caso simile è accaduto solo una volta. Nel Torneo di Wimbledon 2005, gioca contro Daniele Bracciali una tra le sue partite più celebri: mette a segno ben 51 aces, ma alla fine, dopo una battaglia durata 4 ore e 17 minuti, perde per 12-10 al quinto set.
Ha più volte migliorato il record di ace (55 al Roland Garros 2009, nella partita di primo turno persa contro Lleyton Hewitt), fino a portarlo a 78 nel match di semifinale della Coppa Davis 2009 perso contro Radek Štěpánek.
Il suo tallone d'Achille sono i tornei del Grande Slam: i risultati più positivi sono giunti a Wimbledon dove ha raggiunto gli ottavi di finale nel 2004 e i quarti nel 2009 perdendo 3-6 5-7 6(3)–7 con lo svizzero Roger Federer.
Deteneva inoltre il record del servizio più veloce nella storia del tennis con 251 km/h stabilito il 5 marzo 2011 durante l'incontro di doppio giocato in coppia con Ivan Dodig contro Christopher Kas / Philipp Petzschner nella seconda giornata del match di Coppa Davis contro la Germania; record battuto dall'australiano Samuel Groth, che nel maggio 2012 ha raggiunto i 263 chilometri orari.
Nel 2015 vince il suo sesto titolo in carriera nel torneo ATP 250 di Delray Beach battendo in finale Donald Young con il punteggio di 6-3 6-3.
Il 19 giugno, durante il quarto di finale dell'Halle Open contro Tomáš Berdych, supera il record di ace in un match al meglio dei 3 set mettendone a referto 45; il record precedente apparteneva allo stesso Karlovic ed era di 44 ace. Il record durò fino al 2024, quando Milos Raonic ritoccò la cifra a 47.

### 2016: due titoli ATP, finale a Washington
Il 2016 è un ottimo anno per Karlović, che in estate vive forse il miglior periodo della carriera. Vince infatti due tornei consecutivi a Newport e a Los Cabos battendo in finale rispettivamente Gilles Müller (6–7, 7–6, 7–6) e Feliciano López (7–6, 6–2). A Washington perde in finale da Gaël Monfils 5–7, 7–6, 6–4, nella partita che Ivo considera il più grande rimpianto della carriera. A fine estate si spinge fino agli ottavi di finale degli US Open

### 2017: una finale ATP
A inizio anno arriva al terzo turno agli Australian Open grazie alla vittoria su Horacio Zeballos per 6–7, 3–6, 7–5, 6–2, 22–20, seguita da un successo con un triplo 6–4 contro Andrew Whittington.
A giugno ottiene il miglior risultato dell'anno, con la finale a S-Hertogenbosch, raggiunta superando in semifinale il connazionale top-10 Marin Čilić per 7–6, 5–7, 7–6. Non riesce però a conquistare il torneo, venendo sconfitto da Gilles Müller con due tie-break.

### 2018: vittoria al Challenger di Calgary
Nel gennaio 2018 raggiunge il terzo turno agli Australian Open e viene sconfitto 9-7 al quinto set da Andreas Seppi dopo aver messo a segno 52 ace. Durante la stagione raramente supera il primo turno e fra i risultati più significativi vi sono i quarti di finale giocati nei tornei ATP 250 di New York in febbraio e di Houston in aprile. Il miglior risultato nelle rimanenti prove dello Slam è il secondo turno a Wimbledon. Verso fine anno esce momentaneamente dai top-100, ma riesce a rientrarvi grazie a buone prestazioni nei Challenger sul cemento: raggiunge la finale a Monterrey, sconfitto da David Ferrer, e si impone nel torneo di Calgary (all'età record di 39 anni), battendo nel match decisivo Jordan Thompson.

### 2019: finale a Pune, buoni risultati
All'esordio stagionale in gennaio raggiunge la finale al torneo di Pune e viene sconfitto da Kevin Anderson in una partita molto equilibrata terminata con il punteggio di 7–6, 6–7, 7–6. Al secondo turno degli Australian Open viene battuto al tiebreak del quinto set dal nº 9 del mondo Kei Nishikori. Subisce quindi tre sconfitte al primo turno e torna a mettersi in luce all'Indian Wells Open raggiungendo gli ottavi di finale, e viene sconfitto da Dominic Thiem dopo aver eliminato tra gli altri Borna Ćorić. Esce al secondo turno al Roland Garros e a Wimbledon, sconfitto rispettivamente da Jordan Thompson e Thomas Fabbiano. Nei tornei ATP successivi supera il primo turno solo a Mosca e chiude la stagione a novembre con la finale sul cemento del Challenger di Houston, dove viene sconfitto da Marcos Giron al tie-break del terzo set.

### 2020: uscita dai top 100
Inizia la stagione partecipando alle qualificazioni del Qatar Open e viene eliminato al primo turno da Jiří Veselý. Al primo turno degli Australian Open batte Vasek Pospisil in 3 set prima di essere eliminato dalla testa di serie numero 10 Gaël Monfils al quarto set. Non supera il primo turno ai successivi tornei di Pune e New York. Dopo i sei mesi di sospensione del circuito a causa della pandemia di COVID-19 rientra agli US Open e viene eliminato al primo turno in tre set da Richard Gasquet. Alle qualificazioni del Roland Garros viene estromesso al secondo match da Benjamin Bonzi dopo aver prevalso su Noah Rubin. A fine anno è numero 147 in classifica, per la prima volta dal 2002 fuori dai top-100 a fine stagione.

### 2021: qualificazione agli US Open e inattività
Fa il suo esordio stagionale a inizio gennaio a Delray Beach, dove supera in tre set Pablo Andújar mettendo a segno 27 ace e diventando il tennista più anziano a vincere un match ATP dal 1995, a 41 anni e 11 mesi; viene eliminato al turno successivo da Roberto Quiroz in due set. Rientra dopo oltre due mesi alle qualificazioni a Masters di Miami, dove supera Tatsuma Itō e viene sconfitto al turno decisivo da Mackenzie McDonald. Viene poi eliminato al primo turno al Challenger di Tallassee da Bjorn Fratangelo nonostante 31 ace. Si prende quindi una nuova pausa di due mesi e ritorna a Wimbledon, per la prima volta dal 2003 deve giocare le qualificazioni e non le supera, sconfitto al primo turno da Roman Safiullin. Entra con una wild card al torneo di Newport, dove consegue la sua ultima vittoria in un tabellone principale ATP superando Bernabé Zapata Miralles e viene eliminato al secondo turno da Aleksandr Bublik. Con un'altra wild card disputa il Los Cabos Open e viene eliminato da Jordan Thompson al primo turno. Al primo incontro delle qualificazioni di Washington viene sconfitto da Illja Marčenko. Supera le qualificazioni agli US Open battendo Nikola Milojević, Hugo Dellien e Yūichi Sugita, e viene sconfitto al primo turno del main draw da Andrey Rublev. Nonostante avesse dichiarato un probabile ritiro dopo gli US Open, a ottobre si ripresenta al Masters di Indian Wells e raggiunge il secondo turno delle qualificazioni battendo Brayden Schnur, nel match seguente viene eliminato da Emilio Gómez in due set. Dopo questo impegno rimane inattivo senza annunciare il ritiro.
Nel giugno 2023 la ITIA lo aggiunge nella lista dei tennisti ritirati, con 15 giugno 2023 come data ufficiale. Nel febbraio successivo annuncia personalmente il suo ritiro.

## Vita privata
Sposato dal 2005, ha due figli: Jada, nata nel 2011 e Noah, nato nel 2017.

## Statistiche

### Singolare

#### Vittorie (8)
| Legenda                                           |
| Grande Slam (0)                                   |
| ATP World Tour Finals (0)                         |
| ATP Masters 1000 (0)                              |
| ATP World Tour 500 (0)                            |
| ATP International Series / ATP World Tour 250 (8) |

| Legenda superfici |
| Cemento (4)       |
| Terra (1)         |
| Erba (3)          |
| Sintetico (0)     |

| N. | Data             | Torneo                                       | Superficie  | Avversario in finale | Punteggio               |
| 1. | 15 aprile 2007   | U.S. Men's Clay Court Championships, Houston | Terra rossa | Mariano Zabaleta     | 6-4, 6-1                |
| 2. | 23 giugno 2007   | Nottingham Open, Nottingham                  | Erba        | Arnaud Clément       | 3-6, 6-4, 6-4           |
| 3. | 15 ottobre 2007  | Stockholm Open, Stoccolma                    | Cemento (i) | Thomas Johansson     | 6-3, 3-6, 6-1           |
| 4. | 21 giugno 2008   | Nottingham Open, Nottingham (2)              | Erba        | Fernando Verdasco    | 7-5, 6(4)-7, 7-6(8)     |
| 5. | 21 luglio 2013   | Colombia Open, Bogotà                        | Cemento     | Alejandro Falla      | 6-3, 7-6(4)             |
| 6. | 22 febbraio 2015 | Delray Beach Open, Delray Beach              | Cemento     | Donald Young         | 6-3, 6-3                |
| 7. | 17 luglio 2016   | Hall of Fame Championships, Newport          | Erba        | Gilles Müller        | 6(2)-7, 7-6(5), 7-6(12) |
| 8. | 13 agosto 2016   | Abierto Mexicano Los Cabos Open, Los Cabos   | Cemento     | Feliciano López      | 7-6(5), 6-2             |

#### Sconfitte (11)
| Legenda                                            |
| Grande Slam (0)                                    |
| ATP World Tour Finals (0)                          |
| ATP Masters 1000 (0)                               |
| ATP World Tour 500 (1)                             |
| ATP International Series / ATP World Tour 250 (10) |

| N.  | Data             | Torneo                                  | Superficie  | Avversario in finale  | Punteggio              |
| 1.  | 23 giugno 2005   | Queen's Club Championships, Londra      | Erba        | Andy Roddick          | 6(7)-7, 6(4)-7         |
| 2.  | 18 febbraio 2007 | Pacific Coast Championships, San Jose   | Cemento     | Andy Murray           | 7-6(3), 4-6, 6(2)-7    |
| 3.  | 28 febbraio 2010 | Delray Beach Open, Delray Beach         | Cemento     | Ernests Gulbis        | 2-6, 3-6               |
| 4.  | 16 febbraio 2014 | Memphis Championships, Memphis          | Cemento (i) | Kei Nishikori         | 4-6, 6(0)-7            |
| 5.  | 24 maggio 2014   | Düsseldorf Open, Düsseldorf             | Terra rossa | Philipp Kohlschreiber | 2-6, 6(4)-7            |
| 6.  | 13 luglio 2014   | Hall of Fame Championships, Newport     | Erba        | Lleyton Hewitt        | 3-6, 7-6(4), 6(3)-7    |
| 7.  | 20 luglio 2014   | Colombia Open, Bogotà                   | Cemento     | Bernard Tomić         | 6(5)-7, 6-3, 6(4)-7    |
| 8.  | 19 luglio 2015   | Hall of Fame Championships, Newport (2) | Erba        | Rajeev Ram            | 6(5)-7, 7-5, 6(2)-7    |
| 9.  | 24 luglio 2016   | Washington Open, Washington             | Cemento     | Gaël Monfils          | 7-5, 6(6)-7, 4-6       |
| 10. | 18 giugno 2017   | Rosmalen Open, 's-Hertogenbosch         | Erba        | Gilles Müller         | 6(5)-7, 6(4)-7         |
| 11. | 5 gennaio 2019   | Maharashtra Open, Pune                  | Cemento     | Kevin Anderson        | 6(4)-7, 7-6(2), 6(4)-7 |

### Doppio

#### Vittorie (2)
| Legenda                                           |
| Grande Slam (0)                                   |
| ATP World Tour Finals (0)                         |
| ATP Masters 1000 (0)                              |
| ATP World Tour 500 (0)                            |
| ATP International Series / ATP World Tour 250 (2) |

| N. | Data             | Torneo                          | Superficie | Compagno      | Avversari in finale                 | Punteggio        |
| 1. | 20 febbraio 2006 | Memphis Championships, Memphis  | Cemento    | Chris Haggard | James Blake Mardy Fish              | 0-6, 7-5, [10-5] |
| 2. | 14 giugno 2015   | Rosmalen Open, 's-Hertogenbosch | Erba       | Łukasz Kubot  | Pierre-Hugues Herbert Nicolas Mahut | 6–2, 7–6(9)      |

#### Sconfitte (1)
| Legenda                                           |
| Grande Slam (0)                                   |
| ATP World Tour Finals (0)                         |
| ATP Masters 1000 (0)                              |
| ATP World Tour 500 (0)                            |
| ATP International Series / ATP World Tour 250 (1) |

| N. | Data           | Torneo                                   | Superficie | Compagno           | Avversari in finale                  | Punteggio        |
| 1. | 23 luglio 2007 | Indianapolis Championships, Indianapolis | Cemento    | Tejmuraz Gabašvili | Juan Martín del Potro Travis Parrott | 6-3, 2-6, [6-10] |

## Record
- Primo tennista di sempre a superare quota 13,000 ace in carriera.
- Maggior numero di ace in un match di Coppa Davis (Croazia–Rep.Ceca 2009, 78 ace contro Radek Štěpánek)
- Più anziano finalista in un torneo ATP dal 1977 (Pune 2019, sconfitto da Kevin Anderson a 39 anni e 11 mesi)
- Più anziano vincitore di un torneo Challenger (Calgary 2018, 39 anni e 8 mesi)
- Più anziano finalista Challenger (Houston 2019, 40 anni e 9 mesi)
- Più anziano tennista a vincere un match ATP dal 1995 (Newport 2021, 42 anni e 5 mesi contro Bernabé Zapata Miralles)
- Tennista più alto di sempre (211 cm, pari merito con Reilly Opelka)
- È uno dei tennisti che ha un record vittorie-sconfitte positivo contro Novak Đoković (2-1)